# Ашахманов, Павел Иванович
Па́вел Ива́нович Ашахма́нов (1885, Закаспийская область — 1942, Ташкент) — советский военачальник, генерал-майор (1940).

## Биография
Из дворян Харьковской губернии. Православного вероисповедания. Родился в Закаспийской области в семье военнослужащего, офицера Русской императорской армии.
В 1904 году окончил Оренбургский кадетский корпус, в 1906 году — Павловское военное училище. Из училища выпущен подпоручиком в З09-й пехотный Илецкий полк (Казанский военный округ). В июле 1906 года был переведен в 225-й пехотный резервный Лесной полк (г. Саратов), в котором в то время служил его отец. В сентябре 1910 года — переведен в 185-й пехотный Башкадыкларский полк. За выслугу лет 20.10.1909 был произведен в поручики, со старшинством с 22.04.1909.
В ноябре 1912 года поручик Ашахманов был переведен на службу в Чугуевское военное училище младшим офицером (г. Чугуев). 06.12.1913 произведен в штабс-капитаны, со старшинством с 22.04.1913.
На период с января 1914 года по апрель 1917 года Павел Иванович Ашахманов — штабс-капитан, младший офицер Чугуевского военного училища; в 1917 году преподавал пулемётное дело. В боевых действиях на фронтах Первой мировой войны участия не принимал. По некоторым данным, к концу 1917 года был произведен в капитаны.
После Октябрьской революции 1917 года участвовал в Гражданской войне на стороне четырёх противостоящих друг другу армий. После германской оккупации Украины оказался на занятой немцами территории и в 1918 году, находясь при Чугуевском военном училище, вступил в армию Украинской державы. В 1918 году, при гетмане Скоропадском, служил командиром учебной пулемётной сотни Инструкторской школы старшин армии Украинской державы (украинской офицерской школы, созданной на базе Чугуевского военного училища). Был повышен в чине до войскового старшины (подполковника).
После ухода оккупантов и ликвидации Гетманата остался на службе в украинской армии восстановленной Украинской Народной Республики под управлением Директории УНР и её Главного атамана Петлюры.
В 1919 году Ашахманов, в составе  украинской армий, под напором превосходящих сил противника, отступил из Чугуева на запад Украины. С 18 августа 1919 года он — командир 2-го пластунского запасного полка армии УНР в Могилёве-Подольском.
В ноябре 1919 года Могилёв-Подольский был взят войсками генерала Деникина, при этом Ашахманов перешёл на сторону «белой» армии и был зачислен в её ряды.
В декабре 1919 года, под Одессой, попал в плен к «красным». Согласился служить в Красной армии Советской России, был назначен командиром стрелкового полка, затем командовал стрелковой бригадой Вторых Петроградских командных курсов. За отличия в боях против войск Русской армии барона Врангеля был награждён орденом Красного Знамени РСФСР. Остался на службе в РККА после нескольких чисток 1922—1924 годов.
С 1922 года учился в академии, — в 1924 году окончил Высшие академические курсы при Военной академии РККА. С августа 1924 года — начальник 21-й стрелковой дивизии РККА. С 1930 года — преподаватель и старший преподаватель Военной академии РККА имени М. В. Фрунзе. Комбриг (05.12.1935), генерал-майор (04.06.1940).
После начала Великой Отечественной войны, в октябре 1941 года, был эвакуирован с Военной академией из Москвы в Ташкент, где продолжил преподавательскую работу в академии.
Скончался 25 октября 1942 года. Похоронен в Ташкенте.

## Награды
- Медаль «В память 300-летия царствования дома Романовых» (1913)
- Орден Святого Станислава III степени (ВП от 06.12.1914)
- Орден Святой Анны III степени (ВП от 30.07.1915)
- Орден Святого Станислава II степени (ПАФ от 04.03.1917, утв. 20.02.1917)
- Орден Красного Знамени РСФСР (1921; Приказ РВС №220)[10]
- Медаль «XX лет Рабоче-Крестьянской Красной Армии» (1938)

## Семья
- Отец — Ашахманов Иван Михайлович, 1855 года рождения, православного вероисповедания. Окончил Ярославскую прогимназию, в 1876 году Тифлисское пехотное юнкерское училище, офицерскую стрелковую школу. С 1889 года — подполковник, с 1904 года — полковник. С 20.11.1904 — в 225-м Лесном пехотном резервном полку, заведующий хозяйством,  с 26.04.1907 — командир 231-го Котельничского резервного батальона. 04.11.1908 — произведен в генерал-майоры, с увольнением от службы, с мундиром и с пенсией.[11]
- Жена — уроженка Саратовской губернии православного вероисповедания.
  - Сын Владимир (1907 года рождения) служил в пограничных войсках НКВД СССР, был полковником[12].